# Royal Black Institution
La Royal Black Institution, est une organisation fraternelle protestante fondée en Irlande en 1797. Fondée deux ans après l'Ordre d'Orange et par des membres de celui-ci, son but principal est également de promouvoir la foi protestante. Les activités de l'association sont avant tout religieuses mais portent une dimension politique.